# Santa Comba Dão
Santa Comba Dão ist eine Stadt in Portugal, etwa 270 km nordöstlich von Lissabon. Sie hat 3392 Einwohner (Stand 30. Juni 2011).
Bekannt ist Santa Comba Dão für den früheren primeiro-ministro und Diktator António de Oliveira Salazar, der in der Gemeinde Vimieiro 1889 geboren wurde und dort auch nach Ende seiner Amtszeit 1968 bis zu seinem Tode 1970 lebte.

## Geschichte
Erstmals erwähnt wurde der Ort im Jahr 974 n. Chr. Seine ersten Stadtrechte (Foral) erhielt Santa Comba Dão im Jahr 1102, um die Wiederbesiedlung nach den Zerstörungen infolge der Reconquista voranzutreiben. König Manuel I. erneuerte die Stadtrechte 1514. Durch Eingemeindungen in den Jahren 1836, 1837 und 1895 entstand der heutige Kreis.

## Verwaltung

### Kreis
Santa Comba Dão ist Sitz eines gleichnamigen Kreises (Concelho) im Distrikt Viseu. Am 19. April 2021 hatte der Kreis 10.641 Einwohner auf einer Fläche von 112,0 km².
Die Nachbarkreise sind (im Uhrzeigersinn im Norden beginnend): Tondela, Carregal do Sal, Tábua, Penacova, sowie Mortágua.
Mit der Gebietsreform im September 2013 wurden mehrere Gemeinden zu neuen Gemeinden zusammengefasst, sodass sich die Zahl der Gemeinden von zuvor neun auf sechs verringerte.
Die folgenden Gemeinden (Freguesias) liegen im Kreis Santa Comba Dão:

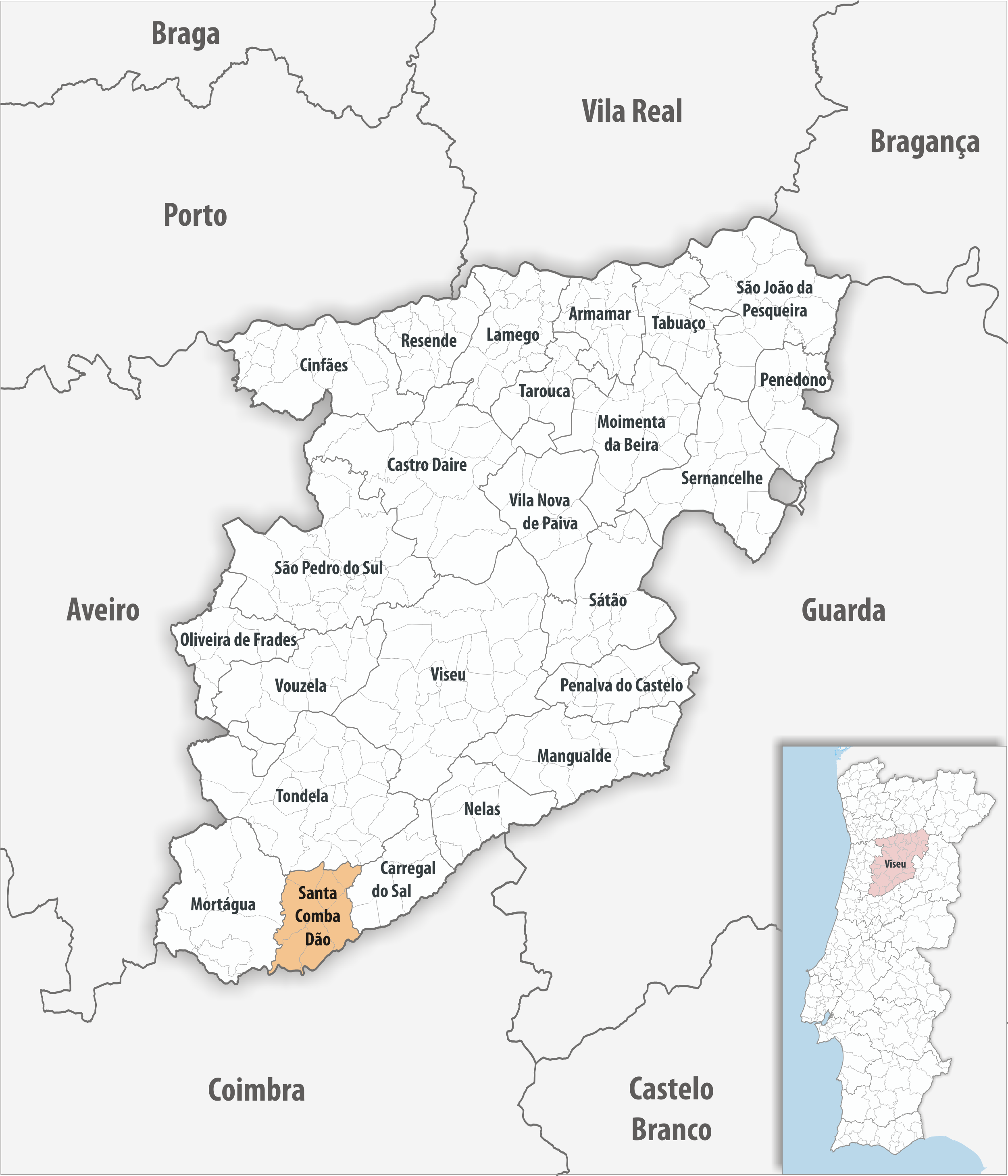
Kreis Santa Comba Dão

| Gemeinde                            | Einwohner (2021) | Fläche km² | Dichte Einw./km² | LAU- Code |
| ----------------------------------- | ---------------- | ---------- | ---------------- | --------- |
| Ovoa e Vimieiro                     | 1.480            | 22,47      | 66               | 181410    |
| Pinheiro de Ázere                   | 830              | 11,89      | 70               | 181403    |
| Santa Comba Dão e Couto do Mosteiro | 4.407            | 26,74      | 165              | 181411    |
| São Joaninho                        | 1.014            | 9,72       | 104              | 181405    |
| São João de Areias                  | 1.721            | 21,51      | 80               | 181406    |
| Treixedo e Nagozela                 | 1.189            | 19,62      | 61               | 181412    |
| Kreis Santa Comba Dão               | 10.641           | 111,95     | 95               | 1814      |

### Bevölkerungsentwicklung
| Einwohnerzahl des Kreises von Santa Comba Dão (1801–2011) | Einwohnerzahl des Kreises von Santa Comba Dão (1801–2011) | Einwohnerzahl des Kreises von Santa Comba Dão (1801–2011) | Einwohnerzahl des Kreises von Santa Comba Dão (1801–2011) | Einwohnerzahl des Kreises von Santa Comba Dão (1801–2011) | Einwohnerzahl des Kreises von Santa Comba Dão (1801–2011) | Einwohnerzahl des Kreises von Santa Comba Dão (1801–2011) | Einwohnerzahl des Kreises von Santa Comba Dão (1801–2011) | Einwohnerzahl des Kreises von Santa Comba Dão (1801–2011) | Einwohnerzahl des Kreises von Santa Comba Dão (1801–2011) |
| --------------------------------------------------------- | --------------------------------------------------------- | --------------------------------------------------------- | --------------------------------------------------------- | --------------------------------------------------------- | --------------------------------------------------------- | --------------------------------------------------------- | --------------------------------------------------------- | --------------------------------------------------------- | --------------------------------------------------------- |
| 1801                                                      | 1849                                                      | 1900                                                      | 1930                                                      | 1960                                                      | 1981                                                      | 1991                                                      | 2001                                                      | 2011                                                      |                                                           |
| 893                                                       | 6.089                                                     | 12.237                                                    | 14.088                                                    | 13.723                                                    | 14.099                                                    | 12.209                                                    | 12.473                                                    | 11.661                                                    |                                                           |

### Kommunaler Feiertag
- Christi Himmelfahrt

### Städtepartnerschaften
- Mosambik: Namaacha (Provinz Maputo) seit 1998[7]

## Sehenswert
Unter den zahlreichen Baudenkmälern sind insbesondere zu nennen die barocke, 1737 erbaute Kirche Igreja da Misericórdia de Santa Comba Dão, das ursprünglich aus dem 17. Jahrhundert stammende, manieristisch-barocke Herrenhaus Casa dos Arcos mit seiner Rokoko-Kapelle, und der historische Ortskern mit seinen Bauten aus dem 16. bis 20. Jahrhundert.
Im Ortsteil Vimieiro befindet sich das Geburtshaus von Salazar. Dieses ist nicht öffentlich zugänglich.

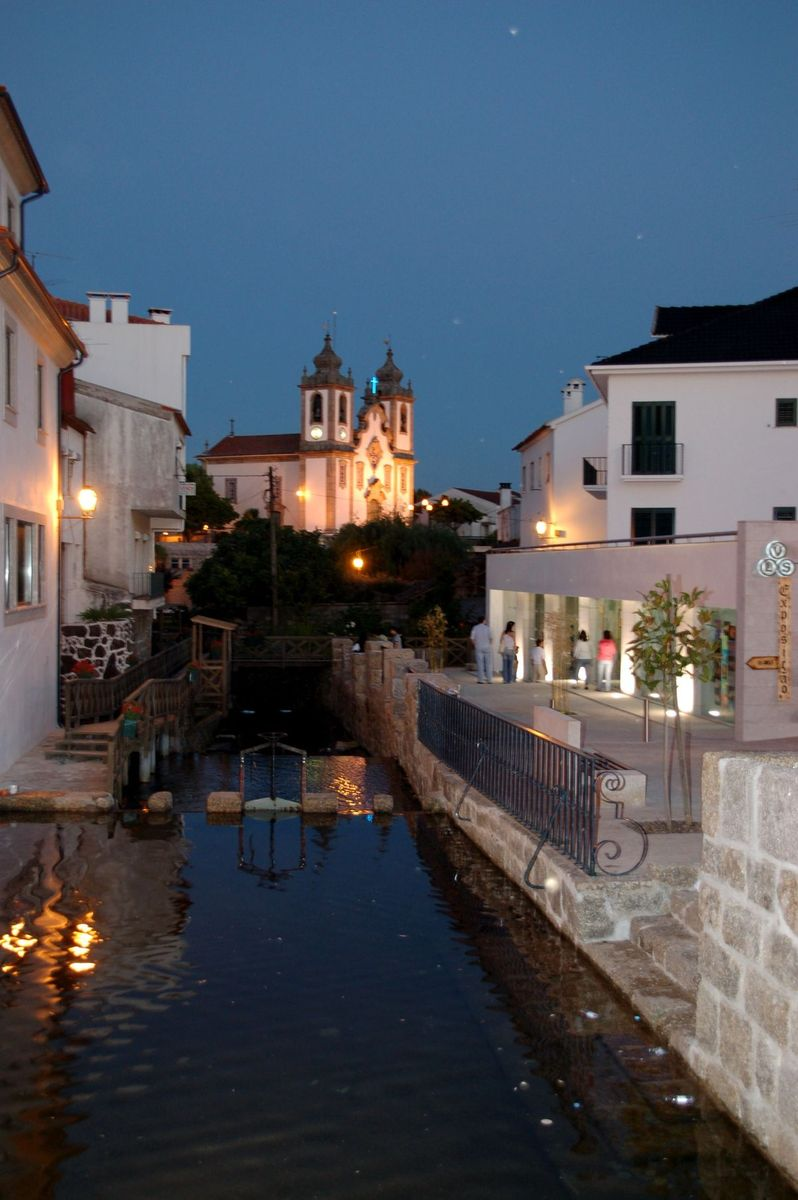
Abend im Ort

## Söhne und Töchter der Stadt
- Henrique Dias Milão (1528–1609), Kaufmann
- José da Silva Carvalho (1782–1856), Politiker, mehrfacher Minister
- Manuel de Serpa Machado (1784–1858), Politiker
- Zeferino Norberto Gonçalves Brandão (1842–1910), Schriftsteller und General
- Maria do Céu da Silva Mendes (1847–1933), Pianistin und Philanthropin
- José Maria de Sousa Horta e Costa (1858–1927), Gouverneur von Macau und Portugiesisch-Indien
- António de Oliveira Salazar (1889–1970), Ökonom und Politiker, von 1932 bis 1968 autoritärer Staatschef
- Virgílio de Jesus e Silva Escudeiro (1889–?), Ingenieur und Unternehmer, Eisenbahnbauer in Angola
- António Luís Costa (* 1953), Serienmörder
- João António de Sousa Pais Lourenço (* 1962), Politiker und Ingenieur
- João Carlos Amaral Marques Coimbra (* 1986), Fußballspieler

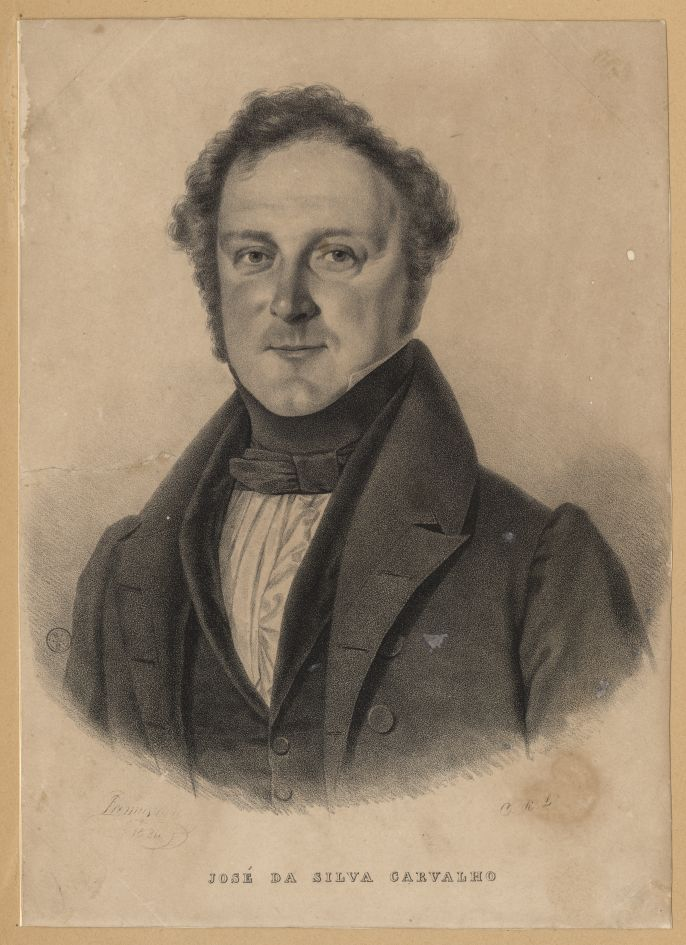
José da Silva Carvalho (Gravur von 1834)
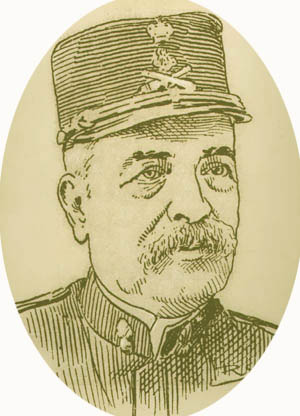
Major Zeferino Norberto Gonçalves Brandão 1891
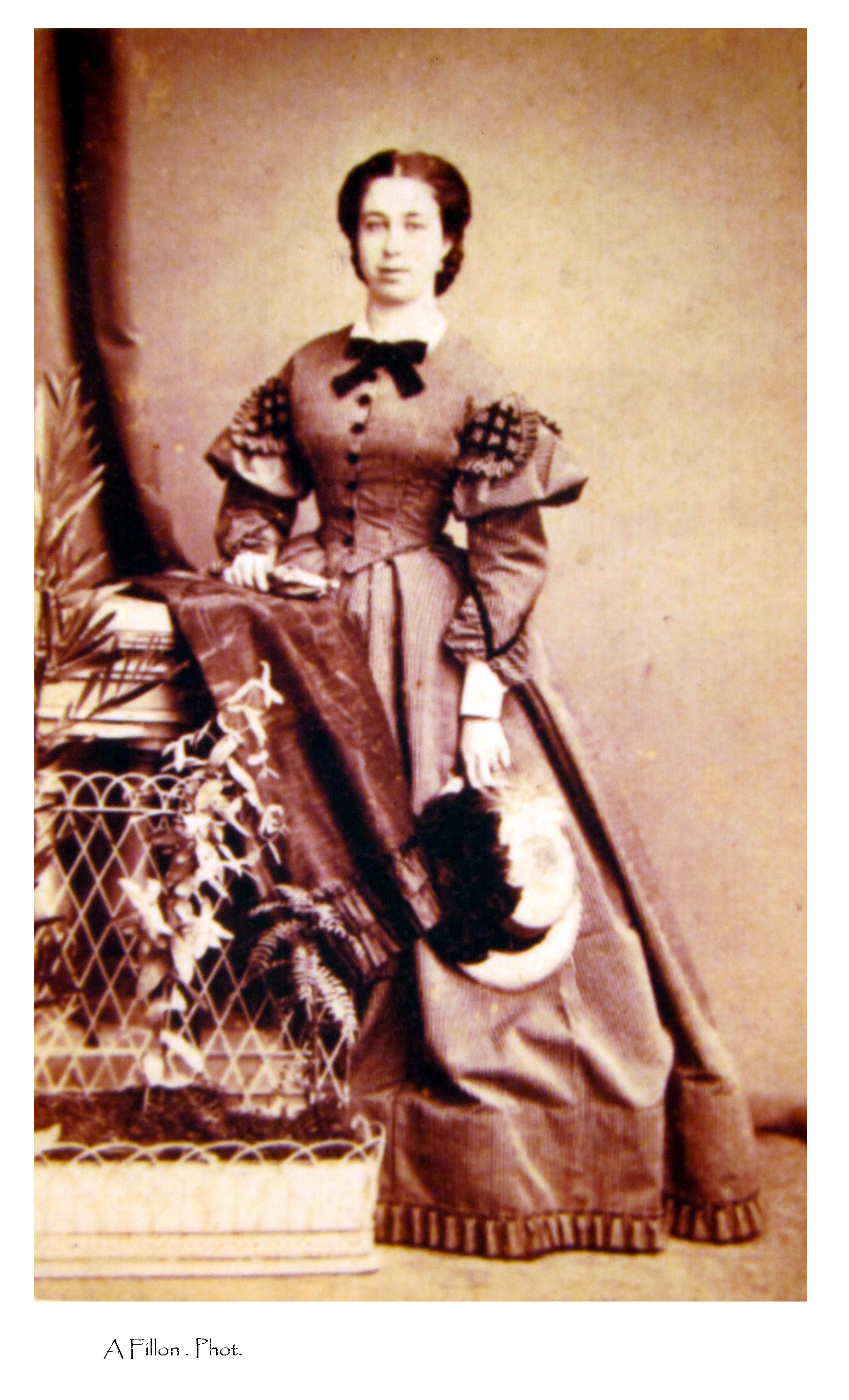
Maria do Céu da Silva Mendes
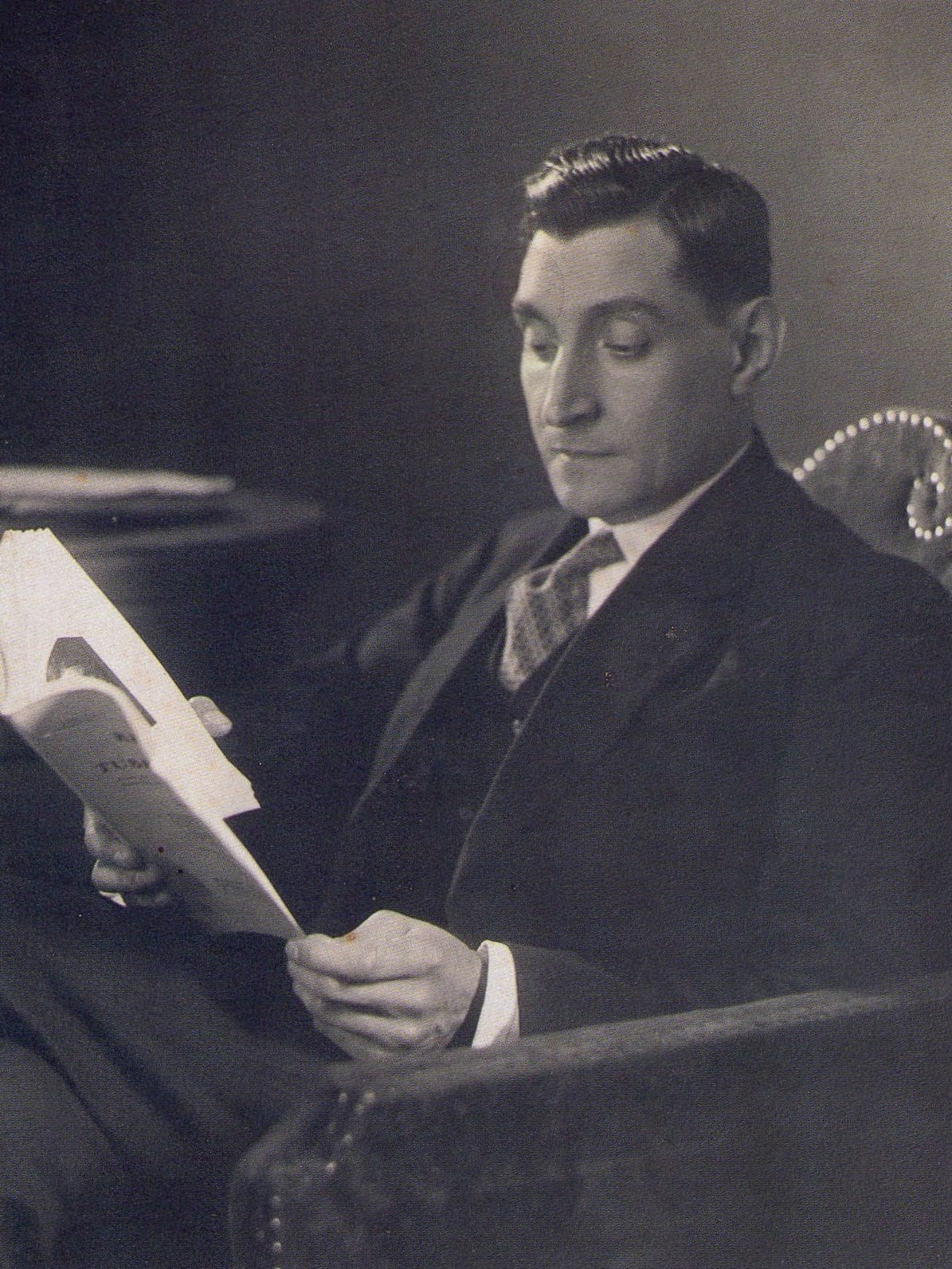
Diktator Salazar (1940)